# Évêque de Derby
L'évêque de Derby est un prélat de l'Église d'Angleterre. Il dirige le diocèse de Derby, dans la province de Cantorbéry. Son siège est la cathédrale de Derby.

## Liste des évêques de Derby

### Évêques suffragants
- 1889-1909 : Edward Were
- 1909-1927 : Charles Abraham (en)

### Évêques diocésains
- 1927-1936 : Edmund Pearce
- 1936-1959 : Alfred Rawlinson
- 1959-1969 : Geoffrey Allen
- 1969-1988 : Cyril Bowles
- 1988-1995 : Peter Dawes
- 1995-2005 : Jonathan Bailey
- 2005-2019 : Alastair Redfern
- 2019- : Libby Lane (première femme évêque de l’Église d'Angleterre)